# Coccyzus vetula
El cuco lagartero jamaicano o arriero jamaiquino (Coccyzus vetula) es una especie de ave cuculiforme de la familia Cuculidae endémica de Jamaica.